# 吉田総合病院
広島県厚生農業協同組合連合会 吉田総合病院（ひろしまけんこうせいのうぎょうきょうどうくみあいれんごうかい よしだそうごうびょういん）は、広島県安芸高田市にある医療機関。へき地医療拠点病院の指定を受ける。計255床の病棟に加え、健康管理センター、人工腎透析センター、在宅介護支援センター、居宅介護支援事業所、地域医療福祉支援センター(地域医療連携室)を備えており、その他に人工関節センター、乳腺外来、肛門外来、慢性腎臓病外来、腹膜透析外来を開設している。通称として「JA吉田総合病院」。

## 開院に至るまで
昭和の初頭、旧高田郡には無医村が7カ所あり、1935年（昭和10年）頃、「農民のための農民病院をつくろう」と農民運動がおこり、社会運動家の賀川豊彦の協力も得て、高田郡をはじめ山県郡・双三郡を含めた33産業組合、組合委員1万5千人の力を結集、1943年（昭和18年）4月に54床で開設された。 建設に当たっては、病院建設用地は吉田町より寄付を受け、約4千坪の用地造成工事は吉田町民の勤労奉仕によって行われた。

## 沿革
- 1943年（昭和18年）4月 - 産業組合「吉田病院」として診療開始
- 1988年（昭和63年）10月 - 老人保健施設「のぞみ」開設・人工透析開始
- 1992年（平成4年）6月 - 新館病棟完成・増床（一般220床・精神145床）365床
- 1995年（平成7年）1月 - 高田地区休日夜間救急診療所開設
- 1996年（平成8年）4月 - 精神病床25床廃止 340床に
- 1998年（平成10年）2月 - 改修工事完成 (南館・精神病棟)
- 1998年（平成10年）4月 - 「JA吉田健康管理センター」開設
- 1999年（平成11年）4月 - 療養型病床導入（54床／一般166・精神120）
- 1999年（平成11年）10月 - 在宅介護支援センター・居宅介護支援事業所開設
- 2003年（平成15年）3月 - 西館完成（老人性痴呆及び精神病床等改築工事）
- 2003年（平成15年）10月 - 臨床研修病院指定
- 2011年（平成23年）11月 - 亜急性期病床設置（4床／一般166床・療養54床・精神120床）
- 2014年（平成26年）12月 - 地域包括ケア病棟設置
- 2021年（令和3年）3月 - 精神科開放病棟58床廃止、老人保健施設のぞみ廃止
- 2021年（令和3年）4月 - 地域医療構想により病床機能再編成・311床 （一般159床・療養46床・地域包括50床・精神56床）
- 2023年（令和5年）4月 - 地域医療構想により病床機能再編成・255床 （一般111床・療養46床・地域包括98床）精神病棟は閉鎖

## 診療科
- 内科
- 精神科
- 小児科
- 外科
- 整形外科
- 脳神経外科
- 皮膚科
- 泌尿器科
- 婦人科
- 眼科
- 耳鼻咽喉科
- 麻酔科
- 放射線科
- リハビリテーション科
- 人工透析センター

## 交通アクセス
- バス - 広島電鉄、備北交通利用 「吉田総合病院前」下車徒歩1分。
- JR・タクシー - JR芸備線利用 「向原駅」下車タクシーで10分。
- 自家用車 - 中国自動車道「高田インター」から車で15分。